# Dysomma opisthoproctus
Dysomma opisthoproctus is een straalvinnige vissensoort uit de familie van kuilalen (Synaphobranchidae). De wetenschappelijke naam van de soort is voor het eerst geldig gepubliceerd in 1995 door Chen & Mok.